# Styracocephalus
Styracocephalus ist eine ausgestorbene Gattung primitiver Therapsiden (sogenannter „säugetierähnlicher Reptilien“) aus der Gruppe der Dinocephalia. Die einzige bekannte Art, Styracocephalus platyrhynchus, lebte als vierbeiniger Herbivore (Pflanzenfresser) im mittleren Perm vor etwa 265 bis 260 Millionen Jahren im heutigen Südafrika. Der Name Styracocephalus kommt aus dem Griechischen und bedeutet Stachelkopf.

## Merkmale
Wie sein naher Verwandter Tapinocephalus, hatte Styracocephalus einen verdickten Schädel. Möglicherweise bestritt er damit Kämpfe mit Artgenossen. Er hatte eine Länge von etwa zwei Metern und wog ungefähr eine Tonne. Analysen der bisher gefundenen Fragmente könnten darauf hinweisen, dass Styracocephalus innerhalb der Dinocephalia einer eigenen Familie, der Styracocephalidae, zu klassifizieren ist.
Styracocephalus gilt als besonders primitiver Vertreter der Tapinocephalia.

## Entdeckung
Entdeckt wurde ein schlecht erhaltener Schädel erstmals 1929 von Sidney Henry Haughton.